# Joachim Köhler
Joachim Köhler (* 9. August 1935 in Waldenburg, Landkreis Waldenburg, Provinz Niederschlesien; † 28. Februar 2024 in Tübingen) war ein deutscher Katholischer Theologe, Kirchenhistoriker und Hochschullehrer.

## Leben
Nach Flucht und Vertreibung aus Schlesien verbrachte Köhler seine Schulzeit unter anderem im Bischöflichen Studienheim „Maria Hilf“ in Bad Mergentheim und studierte anschließend Katholische Theologie in Tübingen und München. 1961 erhielt er die Priesterweihe für die Diözese Rottenburg und war danach in der Seelsorge tätig. 1971 wurde er bei Karl August Fink an der Katholisch-Theologischen Fakultät der Eberhard Karls Universität Tübingen mit der kirchenhistorischen Dissertation „Das Ringen um die tridentinische Erneuerung im Bistum Breslau“ zum Dr. theol. promoviert. Als Wissenschaftlicher Assistent bei Finks Nachfolger Rudolf Reinhardt in Tübingen habilitierte er sich im Jahr 1977 mit einer Arbeit über die „Vorderösterreichische Landesuniversität Freiburg (1550–1752)“. 1981 wurde er in Tübingen zum Professor der Kirchengeschichte des Mittelalters und der Neuzeit mit besonderer Berücksichtigung der südwestdeutschen Landesgeschichte und der Kirchlichen Zeitgeschichte ernannt. Von 1994 bis 2000 vertrat er dort den vakanten Lehrstuhl für Mittlere und Neuere Kirchengeschichte. Von 1979 bis 1994 war Köhler Erster Stellvertretender Vorsitzender des Geschichtsvereins der Diözese Rottenburg-Stuttgart. In dieser Eigenschaft organisierte er wichtige wissenschaftliche Jahrestagungen, unter anderem zum Thema Kirche und Nationalsozialismus (1982; dokumentiert im Rottenburger Jahrbuch für Kirchengeschichte 1983). Zudem war Köhler Herausgeber des Archivs für schlesische Kirchengeschichte. Wegen seines Interesses an der Kirchengeschichte Schlesiens und der Geschichte der Vertriebenen engagierte er sich für den deutsch-polnischen Dialog. Im Ruhestand lebte er weiterhin in Tübingen.

## Veröffentlichungen (Auswahl)
- Geschichte des christlichen Lebens im schlesischen Raum, Lit, Münster 2002
- Geschichte – Last oder Befreiung. Ausgewählte Vorträge und Aufsätze, Schwaben-Verlag, Ostfildern 2000
- mit Damian van Melis Hrsg.: Siegerin in Trümmern. Die Rolle der katholischen Kirche in der deutschen Nachkriegsgesellschaft, Kohlhammer, Stuttgart 1998
- mit Gundolf Keil: Heilige und Heiligenverehrung in Schlesien, Thorbecke, Sigmaringen 1997
- Bistum Breslau – Christlich leben im schlesischen Raum, vier Bände, Echo-Buchverlag, Köln 1995–1999
- Christlich leben im schlesischen Raum – Bistum Breslau, 3. Neuzeit/Echo-Buchverlag, Kehl 1997
- Politik und Spiritualität. Das Kloster Hirsau im Zentrum hochmittelalterlicher Reformbewegungen, Wewel, München 1991
- Die Universität zwischen Landesherr und Bischof. Recht, Anspruch und Praxis an der vorderösterreichischen Landesuniversität Freiburg (1550–1752), Steiner, Wiesbaden 1980
- Das Ringen um die Tridentinische Erneuerung im Bistum Breslau. Vom Abschluss d. Konzils bis zum Sieg der Habsburger in der Schlacht am Weissen Berg 1564–1620, Böhlau, Köln 1973

## Festschrift
- Rainer Bendel/Josef Nolte (Hrsg.): Befreite Erinnerung (= Beiträge zur Theologie, Kirche und Gesellschaft im 20. Jahrhundert, Bd. 26 und 28). Zwei Bände. LIT, Münster 2017, ISBN 978-3-643-13126-3 und ISBN 978-3-643-13311-3.